# Vlag van Haute-Marne

Vlag van Haute-Marne

De vlag van Haute-Marne is de niet-officiële vlag van het Franse departement Haute-Marne. Net als de meeste andere departementen van Frankrijk heeft Haute-Marne geen officiële vlag, maar wordt de hier rechts afgebeelde vlag op niet-officiële wijze gebruikt. De vlag is afgeleid van het wapen van dit departement.
De vlag toont een blauw veld met een witte verticale baan in het midden die van boven naar beneden loopt. Deze baan wordt aan beide zijden begrensd door gouden borduurwerk.
Het ontwerp toont die van de provincie Champagne, waarbij de witte verticale baan is geworden en de twee gouden borduurwerken om de richting van de rivier de Marne in het departement aan te geven. De vlag is geïnspireerd op het ontwerp van het wapen dat in de jaren 1950 is voorgesteld door Robert Louis.
Naast deze vlag is er een logovlag in gebruik.

Vlag van Champagne
Logovlag